# Miłakowo (gemeente)
De gemeente Miłakowo is een stad- en landgemeente in het Poolse woiwodschap Ermland-Mazurië, in powiat Ostródzki.
De zetel van de gemeente is in Miłakowo.
Op 30 juni 2004 telde de gemeente 5769 inwoners.

## Oppervlakte gegevens
In 2002 bedroeg de totale oppervlakte van gemeente Miłakowo 159,36 km², waarvan:
- agrarisch gebied: 62%
- bossen: 19%

De gemeente beslaat 9,03% van de totale oppervlakte van de powiat.

## Demografie
Stand op 30 juni 2004:
| Omschrijving                   | Totaal | Totaal | Vrouwen | Vrouwen | Mannen | Mannen |
| ------------------------------ | ------ | ------ | ------- | ------- | ------ | ------ |
| eenheid                        | aantal | %      | aantal  | %       | aantal | %      |
| inwoners                       | 5769   | 100    | 2897    | 50,2    | 2872   | 49,8   |
| bevolkingsdichtheid (inw./km²) | 36,2   | 36,2   | 18,2    | 18,2    | 18     | 18     |

In 2002 bedroeg het gemiddelde inkomen per inwoner 1293,15 zł.

## Administratieve plaatsen (sołectwo)
Bieniasze, Boguchwały, Głodówko, Gudniki, Henrykowo, Książnik, Mysłaki, Nowe Mieczysławy, Pityny, Polkajny, Raciszewo, Roje, Różnowo, Stare Bolity, Trokajny, Warkały, Warkałki.

## Overige plaatsen
Niegławki, Pojezierce, Ponary, Sąglewo, Gilginie, Klugajny, Wojciechy, Kłodzin, Naryjski Młyn, Miejski Dwór, Warny.

## Aangrenzende gemeenten
Godkowo, Lubomino, Morąg, Orneta, Świątki